# Dziwidło olbrzymie
Dziwidło olbrzymie (Amorphophallus titanum) – gatunek rośliny z rodziny obrazkowatych (Araceae). W naturze rośnie w wilgotnych lasach równikowych w zachodniej części Sumatry. Ze względu na niszczenie jego siedlisk jest gatunkiem zagrożonym. Uprawiany bywa jako roślina ozdobna, a ze względu na okazałe rozmiary bulwy, liścia, a zwłaszcza kwiatostanu – także osobliwość botaniczna.

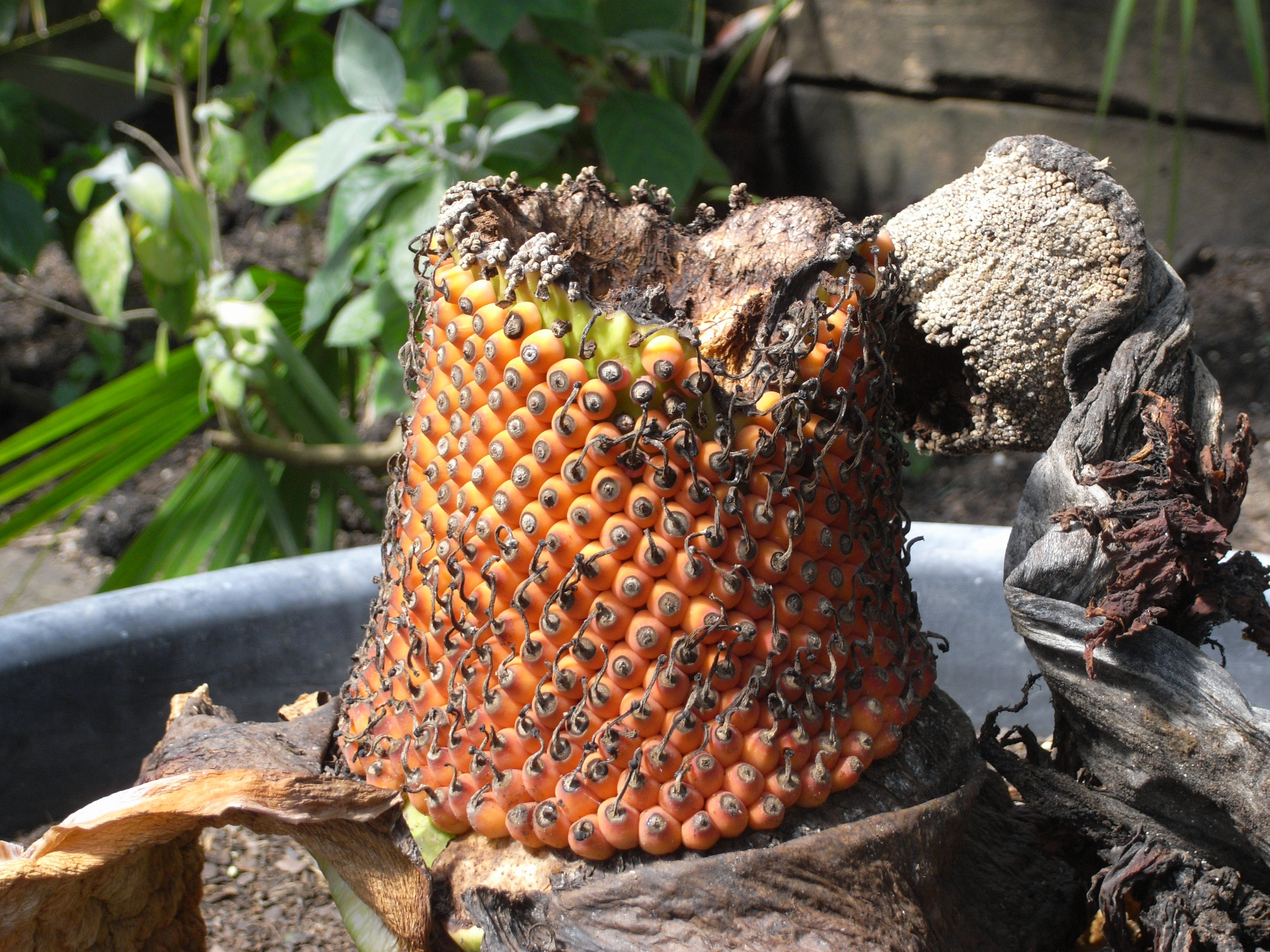
Owoce

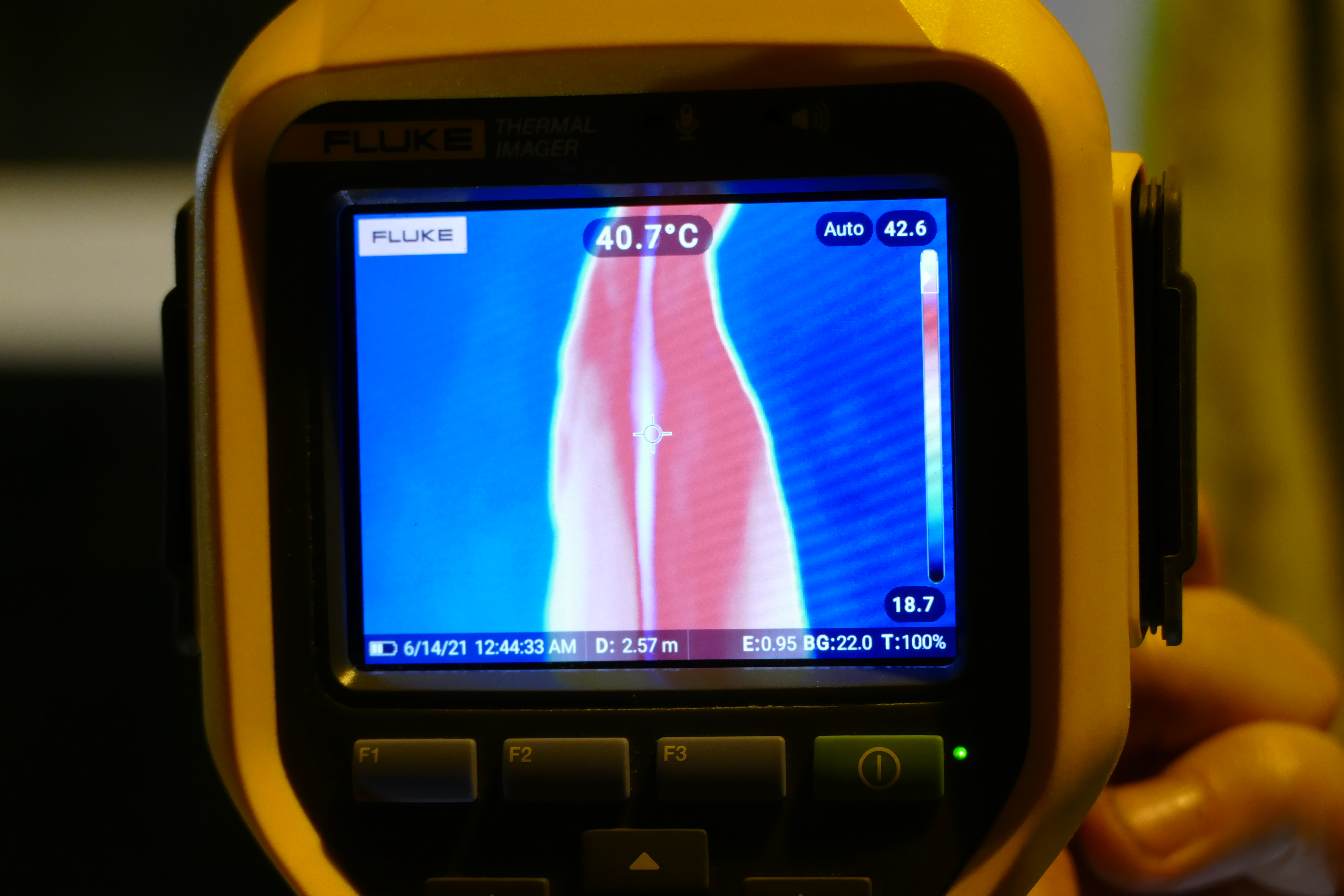
Dziwidło w trakcie kwitnienia rozgrzewa się, co pomaga uwolnić zapach

## Morfologia
PokrójRoślina wieloletnia tworząca bulwę o wadze 30–120 kg, z której przemiennie z okresami spoczynku wyrasta pojedynczy liść wysokości do 7 m, a po zwykle około 10 latach rozwoju (najszybciej po 6), co kilka lat powstaje kwiatostan.
LiściePojedynczy liść o wysokości do 7 m i średnicy 4–5 m wypuszczony z bulwy. Utrzymuje się 10–14 miesięcy. Następnie więdnie i następuje okres spoczynku trwający 3 do 12 miesięcy. Następnie roślina może wypuścić kolejny liść lub zakwitnąć.
KwiatostanPojedyncza kremowa kolba osiągająca do ponad 3,5 m w naturze, w uprawie zwykle do 2,5 m wysokości, choć zdarzają się okazy wyższe – najwyższy kwiatostan w uprawie, który osiągnął 322,5 cm od bulwy, wyrósł 13 sierpnia 2024 w ogrodzie botanicznym Meise w Belgii. Kwiatostan składa się z bardzo dużej liczby drobnych kwiatów męskich w górnej części i u nasady z kwiatów żeńskich. Aby zapobiec samozapyleniu, kwiaty męskie rozwijają się po zwiędnięciu żeńskich. Kwiatostan wyrasta zawsze pojedynczo, nigdy wraz z liściem. Otacza go pochwa kwiatostanowa o wiśniowej barwie (różnej intensywności). Pierwsze kwitnienie następuje blisko 10 lat po ukorzenieniu się bulwy, następne co 3–6 lat. Głównie nocą wytwarza charakterystyczny zapach (patrz niżej) przyciągający owady. Po zapyleniu, w trakcie drugiej nocy kwitnienia, temperatura kolby wzrasta (można dostrzec parowanie), przez co resztki pyłu opadają, a podobny do liścia twór podkwiatostanowy zamyka się, chroniąc zapylone żeńskie kwiaty. Kwiatostan jest otwarty najwyżej przez 2–3 dni.
OwocostanPod osłoną gnijącej pochwy kwiatostanowej rozwijają się czerwonawe owoce.

## Biologia i ekologia
W trakcie kwitnienia kwiatostan wytwarza woń przypominającą rozkład padliny. Zapach najintensywniejszy jest w nocy, wtedy też dziwidło przyciąga żerujące głównie nocą padlinożerne chrząszcze: Diamesus (omarlicowate), Creophilus (kusakowate) oraz Scarabaeidae, a do tego błonkówki z rodziny smuklikowatych. Nasiona rozsiewane są przez dzioborożca żałobnego.

## Historia
Dziwidło zostało „odkryte” i opisane po raz pierwszy w 1878 r. na Sumatrze przez włoskiego botanika Odoardo Beccariego (1843–1920). Roślina kwitnie rzadko w naturze, a jeszcze rzadziej w hodowli. Po raz pierwszy kwitnienie egzemplarza hodowlanego miało miejsce w królewskim ogrodzie botanicznym Kew Gardens w Wielkiej Brytanii. Obecnie, kiedy liczba okazów hodowanych jest już dość duża, nie jest rzadkością, że w ciągu roku zakwita w ogrodach na całym świecie kilka z nich. 
W Polsce kwitnące dziwidło po raz pierwszy odnotowano 13 czerwca 2021 w Ogrodzie Botanicznym Uniwersytetu Warszawskiego. Drugi raz zakwitło 4–5 sierpnia 2025 w tym samym miejscu.